# The Blind Man's Tact
The Blind Man's Tact è un cortometraggio del 1910 diretto da Harry Solter.

## Produzione
Il film fu prodotto dall'Independent Moving Pictures Co. of America (IMP)

## Distribuzione
Il film - un cortometraggio di 198 metri - uscì nelle sale statunitensi il 14 febbraio 1910, distribuito dall'Independent Moving Pictures Co. of America (IMP).